# Gardens of Grief
Gardens of Grief är det svenska death metal-bandet At the Gates första EP, släppt som egenproducerad CD 1991. När EP:n spelades in hade bandet spelat tillsammans ungefär fyra månader. EP:n har återutgivits flera gånger, på vinyl 1995 via Dolores Recordings, på CD 1995 via Black Sun Recordings, och 2004 genom Blackened Records.
Texten till låten "At the Gates" dediceras till Per Ohlin. Inledningstexten till "All Life Ends" är nästan identisk med inledningsraderna i monologen i filmen The Road Warrior.

## Låtlista
1. "Souls of the Evil Departed" – 3:33
2. "At the Gates" – 5:22
3. "All Life Ends" – 6:09
4. "City of Screaming Statues" – 4:46

## Medverkande
- Tomas Lindberg - sång
- Alf Svensson - gitarr
- Anders Björler - gitarr
- Jonas Björler - bas
- Adrian Erlandsson - trummor